# فاندر لويز سيلفا سوزا
فاندر لويز سيلفا سوزا (بالبرتغالية: Vander Luiz Silva Souza‏) (17 أبريل 1990 بسالفادور في البرازيل - ) هو لاعب كرة قدم برازيلي في مركزي الهجوم والوسط. لعب مع جمعية بورتوغيزا الرياضية ونادي باهيا ونادي فلامنغو ونادي فيتوريا.

## روابط خارجية
- فاندر لويز سيلفا سوزا على موقع Soccerway.com (الإنجليزية)